# Monte Taccone
Der Monte Taccone ist ein Berg des Ligurischen Apennins mit einer Höhe von 1113 Metern über dem Meeresniveau. Er liegt auf der Grenzlinie zwischen der ligurischen Metropolitanstadt Genua und der piemontinischen Provinz Alessandria und bildet die höchste Erhebung des Val Polcevera.
Zusammen mit dem nahegelegenen Monte delle Figne ist der Monte Taccone ein beliebtes Wanderausflugsziel. Verschiedene Wanderwege führen von den Ortschaften Cravasco, Piani di Praglia und dem Passo della Bocchetta in das bergige Hinterland. Bei guten Wetterverhältnissen, vor allem im Winter, eröffnet sich dem Besucher ein Panorama über die Seealpen, das Matterhorn, die Berggruppe des Monte Rosa, die Rätischen Alpen und der Berggruppe des Monte Antola bis hin zur Mittelmeerinsel Korsika.